# Chlorophorus brevivittatus
Chlorophorus brevivittatus är en skalbaggsart som beskrevs av Aurivillius 1922. Chlorophorus brevivittatus ingår i släktet Chlorophorus och familjen långhorningar. Inga underarter finns listade i Catalogue of Life.